# إدوارد هيرش ليفي
إدوارد هيرش ليفي (بالإنجليزية: Edward H. Levi)‏ (26 يونيو 1911 - 7 مارس 2000) هو أستاذ للقانون وزعيم أكاديمي وعالم وسياسي أمريكي. شغل منصب رئيس جامعة شيكاغو من 1968 إلى 1975، ثم منصب نائب عام الولايات المتحدة في إدارة جيرالد فورد. ويشار إلى ليفي أحيانا على أنه "نموذج النائب العام الحديث"،  و "أكبر محامي في عصره"، ويعود به الفضل في إعادة النظام بعد فضيحة واترغيت.  ويعتبر، إلى جانب مع ويتني غريسوالد، أعظم رؤساء الجامعات الأمريكيين في مرحلة ما بعد الحرب. 

## التعليم
تعلم في جامعة شيكاغو، وكلية ييل للحقوق.

## مناصب وهيئات
أدار جامعة شيكاغو.

## روابط خارجية
- إدوارد هيرش ليفي على موقع مونزينجر (الألمانية)
- إدوارد هيرش ليفي على موقع إن إن دي بي (الإنجليزية)